# Real Betis
Real Betis Balompié španjolski je nogometni klub iz Seville. Trenutačno se natječe u La Ligi.

## Povijest
Ime Betis je izvedeno iz riječi Baetica, rimskog naziva za Andaluziju. Klub su osnovali 1907. godine prebjegli članovi nogometnog kluba Sevilla FC. Upravo iz tog razloga ta dva kluba su još dan danas jedni od najvećih rivala u Španjolskoj, stavljaju ih odmah uz bok najpoznatijem rivalitetu između Barcelone i Real Madrida. Sedam godina kasnije klub dobiva kraljevski pečat, od toga dana ime kluba glasi Real Betis Balompié. Riječ Balompié u nazivu kluba je španjolska riječ za nogomet, zanimljivo je da je Betis jedan od malobrojnih nogometnih klubova u Španjolskoj koji koristi ovaj naziv. Svi ostali koriste u svom nazivu anglizam fútbol. 1912. godine, Manuel Ramos Asensio jedan od osnivača kluba, vraća se s poslovnog puta u Glasgow sa zeleno-crnom kombinacijom dresova koji su bili donacija škotskog nogometnog kluba Celtic. Zbog nekoliko uzastopnih poraza zeleno-crna kombinacija dresova smatrana je nesretnom za klub i ubrzo je zamijenjena zeleno-bijelom kombinacijom koju klub još dan danas nosi. Klub svoj prvi trofej osvaja u sezoni 1927./1928., osvojili su kup Andaluzije. 1935. godine osvajaju zasad svoj jedini naslov Španjolskih prvaka. Zbog svoje reputacije radničke momčadi Betis lagano pada u nepoznatost za vrijeme Francove ere. 1977. godine osvajaju Copa del Rey, tj. Kup kralja kojeg još jednom osvajaju 2005. godine. U sezoni 2004./2005. Betis završava četvrti u Španjolskoj ligi što je najbolji rezultat u novijoj povijesti kluba. 2005./2006. prvi put nastupaju u UEFA Ligi prvaka.

### 2006./2007.
U sezoni 2006./2007. završavaju na šesnaestom mjestu u La Ligi. To je bila jedna od težih sezona za klub u kojoj su samo zabilježili osam pobjeda, četrnaest poraza i čak šesnaest neodlučenih susreta. U toj sezoni Betis je promijenio čak tri trenera ali niti jedna promjena na žalost nije donijela željeni učinak. Na kraju sezone ipak izbjegevaju ispadanje iz La Lige. 
Za sezonu 2007./2008. angažiran je argentinski trener Héctor Cúper i napravljene su dosta velike promjene u igračem kadru. Došlo je osam novih igrača među kojima su Ricardo Pereira, Marko Babić, Mark González i Mariano Pavone, četrnaest igrača je napustilo klub.

### 2007./2008.
3. prosinca 2007. Betis uručuje otkaz Héctor Cúperu nakon niza loših rezultata, zamijenio ga je Paco Chaparro. Ovo je Betisu već peta promjena trenera od 2006. godine.  

## Trofeji
- La Liga: 1
  - 1934./35.

- Copa del Rey: 3
  - 1976./77., 2004./05., 2021./22.

- Španjolski superkup: 
  - Drugi: 2005.

- Copa de Andalucía: 1
  - 1927./28.

## Poznati igrači
| - Gabriel Calderón - Nery Pumpido - Martín Palermo - José Luis Rodríguez - Daniel Aquino - Sebastián Romero - Gabriel Amato - Gastón Casas - Diego Crosa - Horacio Moyano - Veli Kasumov - Faruk Hadžibegić - Denílson - Ricardo Oliveira - Rafael Jacques - Marcos Assunção - Trifon Ivanov - Patricio Yáñez | - Michal Bílek - Peter Barnes - Raphael Meade - Benjamín Zarandona - Robert Jarni - Nenad Bjelica - Finidi George - David Odonkor - Celso Ayala - Carlos Diarte - Wojciech Kowalczyk - Iulian Filipescu - Tab Ramos - Miroslav Karhan - Branko Ilić - Vlada Stošić - Albert Nađ - Risto Vidaković - Ángel Cuellar |  | - Alfonso Pérez - Alexis Trujillo - Rafael Gordillo - Hipolito Rincon - Julio Cardeñosa - Enrique Romero - Jose Ramon Esnaola - Luis Aragonés - Luis del Sol - Joaquín - Joaquin Parra - Juanito - López Ufarte - Pier - Toni Prats - Johann Vogel - José Perdomo - Carlos Peruena |

## Poznati treneri
- Carlos Timoteo Griguol
- Fernando Daucik
- Ferenc Szusza
- Patrick O'Connell
- Guus Hiddink
- Sergije Krešić
- Domènec Balmanya
- César
- Llorenç Serra Ferrer
- Luis Aragonés
- Luis del Sol
- Javier Clemente
- Enrique Fernández

## Dosadašnji predsjednici kluba
| - Sevilla Balompié - Juan del Castillo Ochoa (1907. – 1909.) - Alfonso del Castillo Ochoa (1909. – 1910.) - José Gutiérrez Fernández (1910. – 1911.) - Juan del Castillo Ochoa (1912.) - Herbert Richard Jones (1914.) - Betis Fútbol Club - Eladio García de la Borbolla (1909.) - Manuel Gutiérrez Fernández (1910. – 1911.) - Miguel Folgado (1913. – 1914.) - Pedro Rodríguez de la Borbolla (1914.) - Real Betis Balompié - Herbert Richard Jones (1914. – 1915.) - Pedro Rodríguez de la Borbolla (1915. – 1917.) - Roberto Vicente de Mata (1917. – 1918.) - Eduardo Hernández Nalda (1918. – 1919.) - Carlos Alarcón de la Lastra (1919. – 1920.) - Jerónimo Pérez de Vargas (1920. – 1921.) - Carlos Alarcón de la Lastra (1921. – 1922.) - Gil Gómez Bajuelo (1922. – 1923.) - Ramón Navarro (1923. – 1925.) - Antonio Polo (1925. – 1926.) - Ramón Cortecero (1926. – 1927.) - Antonio de la Guardia (1927. – 1928.) - Ignacio Sánchez Mejías (1928. – 1929.) - Daniel Mezquita (1929. – 1930.) - Camilo Romero Sánchez (1930.) - Adolfo Cuelliar Rodríguez (1930. – 1931.) | - - Jose Ignacio Mantecón (1931. – 1933.) - Antonio Moreno Sevillano (1933. – 1939.) - Ramón Poll (1940. – 1942.) - Alfonso Alarcón de Lastra (1942. – 1943.) - Francisco Cantalapiedra (1943. – 1944.) - Eduardo Benjumena (1944. – 1945.) - Manuel Romero Puerto (1945. – 1946.) - Filomeno de Aspe (1946. – 1947.) - Pascual Aparicio (1947. – 1950.) - Francisco de la Cerda (1950. – 1952.) - Manuel Ruiz Rodríguez (1952. – 1955.) - Benito Villamarín (1955. – 1965.) - Avelino Villamarín (1965. – 1966.) - Andrés Gaviño (1966. – 1967.) - Julio de la Puerta (1967. – 1969.) - José León (1969.) - José Núñez Naranjo (1969. – 1979.) - Juan Manuel Mauduit (1979. – 1983.) - Gerardo Martínez Retamero (1983. – 1989.) - Hugo Galera (1989. – 1992.) - José León (1992. – 1996.) - Manuel Ruiz de Lopera (1996. – 2006.) - José León (2006. – 2010.) - Rafael Gordillo (2010. – 2011.) - Miguel Guillén Vallejo (2011. – 2014.) - Manuel Domínguez Platas (2014.) - Juan Carlos Ollero Pina (2014. – 2016.) - Ángel Haro García (2016. – danas) |

## Dosadašnji treneri kluba
- - 1911. – 1914. - Manuel Ramos Asensio
  - 1914. - Herbert Richard Jones
  - 1914. – 1915. - Manuel Ramos Asensio
  - 1916. - Herbert Richard Jones
  - 1917. - J.P. Bryce
  - 1918. - Carmelo Navarro
  - 1918. - Basilio Clemente
  - 1920. - Salvador Llinat
  - 1922. - Andrés Aranda
  - 1923. - Ramón Porlan y Merlo
  - 1924. - Alberto Álvarez
  - 1925. - Carlos Castañeda
  - 1927. – 1930. - Juan Armet "Kinké"
  - 1930. – 1932. - Emilio Sampere
  - 1932. – 1933. - Patrick O`Connell
  - 1933. – 1934. - Patrick O`Connell
  - 1934. – 1935. - Patrick O`Connell
  - 1935. – 1936. - Patrick O`Connell
  - 1939. – 1940. - Andrés Aranda
  - 1940. – 1941. - Patrick O`Connell
  - 1941. – 1942. - Patrick O`Connell
  - 1942. – 1943. - Baragaño  -  Francisco Gómez
  - 1943. – 1944. - Andrés Aranda
  - 1944. – 1945. - Pedro Solé  -Andrés Aranda
  - 1945. – 1946. - Andrés Aranda  -  Patrick O`Connell
  - 1946. – 1947. - Patrick O`Connell  -  José Suárez "Peral"
  - 1947. – 1948. - José Quirante
  - 1948. – 1949. - José Suárez "Peral"
  - 1949. – 1950. - Andrés Aranda
  - 1950. – 1951. - Andrés Aranda
  - 1951. – 1952. - Andrés Aranda
  - 1952. – 1953. - Manuel Olivares
  - 1953. – 1954. - Francisco Gómez
  - 1954. – 1955. - Francisco Gómez   -  Sabino Barinaga
  - 1955. – 1956. - Pepe Valera
  - 1956. – 1957. - Pepe Valera  -  Iturraspe
  - 1957. – 1958. - Antonio Barrios
  - 1958. – 1959. - Antonio Barrios  - José Seguer
  - 1959. – 1960. - Enrique Fernández  -  Sabino Barinaga
  - 1960. – 1961. - Fernando Daucik
  - 1961. – 1962. - Fernando Daucik
  - 1962. – 1963. - Fernando Daucik -  Ernesto Pons
  - 1963. – 1964. - Domingo Balmanya
  - 1964. – 1965. - Luis Hon - Hernández - Andrés Aranda - Ernesto Pons
  - 1965. – 1966. - Martim Francisco  -  Ernesto Pons
  - 1966. – 1967. - Luis Belló  -  Antonio Barrios
  - 1967. – 1968. - César Reyes  -  Pepe Valera  -  Sabino Barinaga
  - 1968. – 1969. - Sabino Barinaga  -  Fernando Daucik - Tejera
  - 1969. – 1970. - Miguel González -  Antonio Barrios
  - 1970. – 1971. - Antonio Barrios
  - 1971. – 1972. - Antonio Barrios  -  Estebán Areta  - Ferenç Szusza
  - 1972. – 1973. - Ferenç Szusza
  - 1973. – 1974. - Ferenç Szusza
  - 1974. – 1975. - Ferenç Szusza
  - 1975. – 1976. - Ferenç Szusza
  - 1976. – 1977. - Ferenç Szusza -  Rafael Iriondo
  - 1977. – 1978. - Rafael Iriondo
  - 1978. – 1979. - García Traid  -  León Lasa
  - 1979. – 1980. - León Lasa  -  Luis Cid Carriega
  - 1980. – 1981. - Luis Cid Carriega
  - 1981. – 1982. - Luis Aragonés - Rafael Iriondo- Pedro Buenaventura
  - 1982. – 1983. - Antal Dunai  -  Marcel Domingo
  - 1983. – 1984. - Pepe Alzate
  - 1984. – 1985. - Pepe Alzate  -  Luis Cid Carriega
  - 1985. – 1986. - Luis Cid Carriega  -  Luis del Sol
  - 1986. – 1987. - Luis del Sol
  - 1987. – 1988. - John Mortimore  -  Pedro Buenaventura
  - 1988. – 1989. - Eusebio Ríos  -  Cayetano Re -  Pedro Buenaventura
  - 1989. – 1990. - Juan Corbacho  - Julio Cardeñosa
  - 1990. – 1991. - Julio Cardeñosa  -  Romero  -  José Ramón Esnaola
  - 1991. – 1992. - Josef Jarabinsky  -  Felipe Mesones
  - 1992. – 1993. - Jorge D`Alessandro  -  José Ramón Esnaola
  - 1993. – 1994. - Sergio Kresic  -  Lorenzo Serra Ferrer
  - 1994. – 1995. - Lorenzo Serra Ferrer
  - 1995. – 1996. - Lorenzo Serra Ferrer
  - 1996. – 1997. - Lorenzo Serra Ferrer
  - 1997. – 1998. - Luis Aragonés
  - 1998. – 1999. - Antonio Oliveira - Vicente Cantatore - Javier Clemente
  - 1999. – 2000. - Carlos Timoteo Griguol   - Guus Hiddink  -  Faruk Hadzibegic
  - 2000. – 2001. - Fernando Vázquez Pena  -  Luis del Sol
  - 2001. – 2002. - Juande Ramos
  - 2002. – 2003. - Víctor Fernández
  - 2003. – 2004. - Víctor Fernández
  - 2004. – 2005. - Lorenzo Serra Ferrer
  - 2005. – 2006. - Lorenzo Serra Ferrer
  - 2006. – 2007. - Javier Irureta - Luis Fernández  - Paco Chaparro
  - 2007. – 2008. - Héctor Cúper - Paco Chaparro
  - 2008. – 2009. - Paco Chaparro - José María Nogués
  - 2009. – 2010. - Antonio Tapia - Pepe Mel
  - 2010. – 2011. - Pepe Mel
  - 2011. – 2012. - Pepe Mel
  - 2012. – 2013. - Pepe Mel
  - 2013. – 2014. - Juan Carlos Garrido
  - 2014. – 2015. - Gabriel Calderón - Julio Velázquez - Juan Merino - Pepe Mel
  - 2015. – 2016. - Pepe Mel - Juan Merino - Gus Poyet
  - 2016. – 2017. - Gus Poyet - Víctor Sánchez - Alexis Trujillo

## Vanjske poveznice
- Službena stranica Reala Betisa
- Béticos y Andaluces  Arhivirana inačica izvorne stranice od 11. kolovoza 2006. (Wayback Machine)

| La Liga 2024./25. | La Liga 2024./25. |
| --- | ----------------- |
| |                   |
| Alavés • Athletic Bilbao • Atlético Madrid • Barcelona • Celta de Vigo • Espanyol • Getafe • Girona • Las Palmas • Leganés • Mallorca • Osasuna • Rayo Vallecano • Real Betis • Real Madrid • Real Sociedad • Sevilla • Valencia • Valladolid • Villarreal |                   |

| La Liga 2024./25. | La Liga 2024./25. |
| --- | ----------------- |
| |                   |
| Alavés • Athletic Bilbao • Atlético Madrid • Barcelona • Celta de Vigo • Espanyol • Getafe • Girona • Las Palmas • Leganés • Mallorca • Osasuna • Rayo Vallecano • Real Betis • Real Madrid • Real Sociedad • Sevilla • Valencia • Valladolid • Villarreal |                   |